# U2 360° Tour
El U2 360° Tour fue una gira mundial de conciertos de la banda de rock U2. Organizado en apoyo del álbum del grupo de 2009 No Line on the Horizon, la gira visitó estadios de 2009 a 2011. Los conciertos presentaron a la banda tocando "en la ronda" en un escenario circular, permitiendo que la audiencia los rodeara por todos lados. Para acomodar la configuración del escenario, se construyó una gran estructura de cuatro patas apodada "The Claw" sobre el escenario, con el sistema de sonido y una pantalla de video cilíndrica y expansiva encima. Con 50 metros de altura, fue el escenario más grande jamás construido. U2 afirmó que la gira sería "la primera vez que una banda realiza una gira en estadios con una estructura tan única y original".
En una era de disminución de las ventas de música, los analistas esperaban que U2 360° fuera una fuente importante de ingresos para la banda. Todas las fechas de la gira se agotaron, muchas a minutos de que las entradas salieran a la venta. Para acomodar el tiempo requerido para ensamblar y transportar "The Claw" entre las fechas de la gira, se requirieron tres estructuras de escenario separadas en la gira. La producción de 360 grados aumentó la capacidad de las sedes hasta en un 25 %, lo que llevó a registros de asistencia en más de 60 sedes. Varios temas fueron incorporados en los espectáculos; partes de los conciertos presentaban temas del espacio exterior, debido a la semejanza de "The Claw" con una nave espacial. Durante los espectáculos se exhibieron mensajes pregrabados de la Estación Espacial Internacional, así como declaraciones sociopolíticas de Desmond Tutu y Aung San Suu Kyi. Los setlists se ajustaron para cada año de la gira; para los shows de 2010, las canciones inéditas se estrenaron en vivo, mientras que para las piernas de 2011, el grupo interpretó más canciones de la década de 1990 para conmemorar el 20 aniversario del lanzamiento de Achtung Baby. 
Con tres etapas, y 110 espectáculos, la gira comenzó el 30 de junio de 2009 en Barcelona, España, y concluyó el 30 de julio de 2011 en Moncton, Canadá. Visitó dos veces Europa y América del Norte, mientras hacía paradas en América del Sur, África y Oceanía. La etapa norteamericana de la gira de 2010 se pospuso hasta el año siguiente después de que el vocalista Bono sufriera una grave lesión en la espalda. U2 ganó los premios Billboard Touring Awards por Top Tour y Top Draw de 2010 y 2011, y por Top Boxscore en un solo lugar en 2009 por espectáculos en Croke Park en Dublín. Un show de 2009 en el Rose Bowl en Pasadena, California, fue filmado para el video del concierto U2 360° en el Rose Bowl y fue transmitido en vivo por YouTube; el concierto estableció un nuevo récord de asistencia en los EE. UU. para un solo acto principal. La gira fue generalmente bien recibida por críticos y fanáticos. Por su conclusión, U2 360 ° había establecido récords para la gira de conciertos con mayor recaudación con $ 736 millones en venta de entradas, y para la gira con mayor asistencia con más de 7,2 millones de entradas vendidas.

## Concepción y escenografía
Willie Williams, quien ha trabajado en todas las giras de U2 desde el War Tour de 1982-1983, fue nuevamente diseñador para esta gira; Mark Fisher fue el arquitecto. Williams había estado jugando con ideas para la puesta en escena del estadio de 360 grados para U2 durante varios años, y presentó bocetos de un diseño de cuatro patas al grupo cerca del final de su Vértigo Tour en 2006. La inspiración para el diseño de "nave espacial sobre cuatro patas", apodado "la Garra", provino del emblemático Edificio Temático en el Aeropuerto Internacional de Los Ángeles. Los primeros informes se referían a él como la gira Kiss the Future Tour, aunque el nombre fue cambiado más tarde.
El recorrido contó con una configuración de 360 grados, con el escenario colocado más cerca del centro del campo del estadio de lo habitual. El diseño del escenario presentaba una gran estructura de acero de cuatro patas que sostenía el sistema de altavoces y la pantalla de video cilíndrica y se cernía sobre el área de actuación. El escenario estaba rodeado por una rampa circular, que se conectaba al escenario mediante puentes giratorios. Los fanáticos con boletos de admisión general se pueden colocar tanto fuera de la rampa como entre la rampa y el escenario. El escenario no tenía una parte delantera o trasera definida y estaba rodeado por la audiencia. El diseño del escenario fue capaz de aumentar las capacidades de los lugares en aproximadamente un 15-20 %. Los estadios de fútbol escalonados eran lugares preferidos en este esquema, en comparación con los campos planos o los estadios de béisbol, aunque algunos de estos últimos se sumaron a la ruta. Al igual que con muchos recorridos a gran escala de su época, el U2 360° Tour tenía tanto la fuerza laboral como los ingresos asociados con una empresa mediana.
Los escenarios fueron construidos por la empresa belga Stageco junto con la empresa estadounidense Enerpac. Cada etapa desplegó sistemas hidráulicos de alta presión y de última generación. Estos se utilizaron por primera vez para ensamblar y desmantelar la estructura de alto tonelaje. Stageco diseñó un sistema único, basado en el sistema de elevación sincrónica de Enerpac, para elevar la construcción modular a una altura de 30 metros de manera eficiente y efectiva.
La estructura de acero era de 51 metros (167 pies) de alto (duplicando el tamaño del estadio establecido para el A Bigger Bang Tour de The Rolling Stones, el poseedor del récord anterior), podía sostener hasta 200 toneladas debajo y requería 120 camiones para transportar cada uno de los tres sets construidos para apoyar la gira. Cada pata de la estructura contenía su propio sistema de sonido. El costo de cada estructura fue de entre £ 15 millones y £ 20 millones ($ 23 millones y $ 31 millones, respectivamente). Como resultado, la gira estaba fuertemente asegurada. El tamaño del escenario provocó algunos problemas con su construcción en ciertos lugares. La banda pagó $ 2 millones para elevar la pantalla de video HD en el Cowboys Stadium para su concierto en Arlington, y pagó $ 3 millones para expandir el Hippodrome de Montréal en un estadio temporal para su concierto en Montreal. El equipo de la gira de 360 ° consistió en 137 equipos de producción itinerantes complementados por más de 120 contratados localmente. Los costos diarios de la producción fueron de aproximadamente $ 750 000, sin incluir la construcción del escenario; la mayoría de esto provino del alquiler de camiones, transporte y salarios del personal. No se esperaba que la gira alcanzara el punto de equilibrio hasta la conclusión de la segunda parte.
El espectáculo es una fusión improbable de los dos extremos de las giras de U2: la sobrecarga tecnológica del Zoo TV de 1992-93 y el Elevation Tour sin lujos.
```
 —Brian Hiatt, de Rolling Stone
[
21
]
```

Cuando se anunció la gira, el guitarrista de U2, The Edge, dijo sobre el diseño del espectáculo: "Es difícil encontrar algo que sea fundamentalmente diferente, pero creo que en esta gira. A donde llevamos nuestra producción nunca habrá sido visto antes por cualquiera, y eso es algo increíble de poder decir. Para una banda como U2 que realmente prospera en abrir nuevos caminos, es una verdadera emoción ". El cantante Bono dijo que el diseño tenía la intención de superar el staid Apariencia tradicional de conciertos al aire libre donde el escenario estaba dominado por pilas de altavoces a cada lado: "Tenemos algo de magia, y tenemos algunos objetos hermosos que vamos a llevar alrededor del mundo, y estamos dentro de ese objeto". También dijo que el objetivo del grupo era que el programa no fuera demasiado coreografiado. Williams dijo que el objetivo es establecer una proximidad física: "La banda está sentada en la palma de la mano de la audiencia". Al final de la gira, la intención era abandonar las tres estructuras en diferentes partes del mundo. y convertirlos en salas de conciertos permanentes. Se planeó una subasta de los escenarios después del último concierto. En abril de 2018, se anunció que el Loveland Living Planet Aquarium en Utah había llegado a un acuerdo para instalar permanentemente una de las etapas de garras en su campus ampliado; se planea que la estructura esté completamente ensamblada para julio de 2019.
La pantalla de video transformadora fue diseñada por Mark Fisher en colaboración con Chuck Hoberman y Frederic Opsomer. La pantalla fue fabricada por la empresa Innovaps Designs of Belgium de Opsomer, utilizando píxeles LED fabricados por Barco. La pantalla fue comprada y alquilada para el recorrido por XL Video. Está formado por segmentos hexagonales alargados montados en un sistema de pantógrafo múltiple, que le permite "abrirse" o separarse verticalmente como un efecto durante los conciertos. La pantalla de video se compone de más de un millón de piezas: se necesitan 411 000 píxeles, 320 000 sujetadores, 150 000 piezas mecanizadas y 30 000 cables para crear la pantalla visual en cada concierto. La pantalla está montada en un sistema de poleas cableadas para permitir que toda la pantalla y el sistema de pantógrafo se muevan más abajo y más cerca de la banda. La automatización para el despliegue de la pantalla fue proporcionada por Kinesys UK. Los segmentos LED de la pantalla son resistentes a la intemperie.
Producir esta estructura fue un desafío, pero el efecto ha sido excelente. Enana el estadio, hace que el escenario se vea limpio y rompe la barrera entre la banda y la multitud. Habiendo invertido en esta tecnología, creo que es un cambio de juego. No sé qué haremos la próxima vez, pero estas etapas más limpias en los estadios son el camino a seguir.
```
 —Adam Clayton.
[
29
]
```

U2 anunció que compraría compensaciones de carbono para tener en cuenta el impacto ambiental de la gran producción, que se estima en hasta 65 000 toneladas de dióxido de carbono; aproximadamente la misma cantidad que se emitiría al volar un avión de pasajeros a 34 millones de millas. Además de las compensaciones de carbono, la banda también creó una página en PickupPal para que las personas pudieran compartir el viaje a los conciertos en un intento por reducir la huella de carbono. Además, lanzaron un programa de compensación de carbono para viajes de los fanáticos en asociación con Offset Options. La mayoría de las emisiones de carbono son el resultado del transporte de las estructuras de tres etapas en Europa y América del Norte. Un consultor ambiental de carbonfootprint.com señaló que para compensar las emisiones de la gira de 2009, la banda tendría que plantar más de 20 000 árboles. En una entrevista con BBC Radio, The Edge reiteró que U2 estaba compensando sus emisiones de carbono, y también declaró: "Nos encantaría tener alguna alternativa a los grandes camiones que transportan las cosas, pero simplemente no hay una".
La carga del conjunto masivo de los lugares tomó hasta 3 1⁄2 días. El equipo de sonido y luz fue empaquetado en la flota de camiones primero durante las cuatro horas posteriores al concierto; El resto del tiempo se dedicó a la deconstrucción de las estructuras de acero que componen el escenario con cuatro grúas. La gran cantidad de tiempo que llevó armar y desmontar el escenario interfirió con el desarrollo del cronograma para la temporada 2010 de las Grandes Ligas de Béisbol. U2 también se vio obligado a reprogramar lo que habría sido su último concierto en el Giants Stadium, cuando la NFL cambió la hora de inicio de un juego de los Jets de Nueva York, y el tiempo de carga del concierto un día y medio antes habría sido insuficiente.

## Asociaciones comerciales y filantropía
La gira fue la primera de U2 bajo su contrato de 12 años con Live Nation. Fue patrocinado por BlackBerry, en un movimiento que rompió la relación anterior de U2 con Apple Inc. y abrió posibilidades de colaboración entre U2 e Research In Motion en experiencias de música móvil. El cantante Bono dijo sobre la nueva relación: "Estoy muy entusiasmado con esto. Research in Motion nos dará lo que Apple no daría: acceso a sus laboratorios y a su gente para que podamos hacer algo realmente espectacular". El patrocinio corporativo explícito de una gira fue el primero para el grupo, y se debió a que los costos de producción anticipados eran más altos que para cualquier gira U2 anterior. Los primeros comerciales de una nueva aplicación BlackBerry, llamada "Aplicación móvil U2", comenzaron a emitirse a principios de julio de 2009 con la canción "Voy a volverme loco si no me vuelvo loco esta noche"; la aplicación permite al usuario escuchar el álbum No Line on the Horizon, contiene una sección de noticias que presenta actualizaciones sobre la gira y una sección interactiva que permite compartir imágenes y permite al usuario ver su posición durante un concierto en relación con la banda y otros usuarios de la aplicación. Se agregaron modelos del escenario a Google Earth aproximadamente una semana antes del concierto programado; El arquitecto turístico Mark Fisher declaró: "Pensamos que sería interesante poner en Google Earth una pieza de arquitectura portátil".
Se creó una categoría de asientos cerca del escenario llamada "La Zona Roja" para ser vendida por un proceso de subasta, a precios estimados en hasta € 1000 ($ 1300). Todos los ingresos serán donados por miembros de U2 a organizaciones benéficas, y se espera que el Fondo Mundial de Lucha contra el SIDA, la Tuberculosis y la Malaria reciba gran parte de él. Se espera que aproximadamente € 9 millones ($ 11 millones) en ganancias de U2 360° Tour se destinen a obras de caridad. La banda pidió a los fanáticos que trajeran máscaras de Aung San Suu Kyi a los conciertos y las usaran durante las presentaciones de Walk On en su apoyo; la canción fue escrita originalmente para Suu Kyi.
La gira fue objeto de críticas menores, tanto en los eventos que rodearon los conciertos de apertura en Barcelona, como en los conciertos en Dublín. Al ensayar para la gira en Barcelona, los residentes de la ciudad se quejaron del ruido de la banda después de las 10 p. m., que era el tiempo hasta que la ciudad permitió que la banda ensayara. La configuración del escenario de la banda para los conciertos de Croke Park en Dublín fue criticada por los fanáticos por permitir solo sentarse alrededor de parte del escenario de forma circular, quitando la configuración de asientos de 360° que se usaba en otros lugares. Un fanático afirmó que solo se utilizaban 270° de asientos alrededor del escenario para los tres conciertos de Dublín, y que no había razón para que el escenario no pudiera colocarse en el medio del lugar. Las críticas adicionales sobre los espectáculos de Croke Park surgieron de unos 80 ciudadanos de Dublín, que protestaron contra el Ayuntamiento de Dublín por permitir que la tripulación de la banda desmantelara el escenario a media noche después de los tres conciertos, debido a los fuertes ruidos causados por la tripulación. La protesta impidió que varios camiones de la tripulación salieran del lugar, lo que retrasó el recorrido, y el promotor de la gira MCD Productions entregó una carta a los manifestantes informándoles que podrían ser demandados por cualquiera de las pérdidas financieras de la gira debido a la protesta. Además del volumen del equipo de la banda, el Ayuntamiento de Dublín decidió retener el bono de € 80 000 ($ 104 000) de la banda, después de romper el volumen máximo de 75 decibelios en los tres conciertos de Dublín.
Como la mayoría de los conciertos, los lugares de gira se han beneficiado de la organización de conciertos. El acuerdo de la Universidad Estatal de Carolina del Norte con Live Nation resultó en $ 166 000 en ingresos por estacionamiento y $ 175 858 en concesiones de alimentos y bebidas. Además, Live Nation acordó pagar por reemplazar el césped en el campo de fútbol donde se ubicaban los asientos del escenario y el piso hasta un costo de $ 250 000.

## Venta de boletos e itinerario
El 9 de mayo de 2009 fueron anunciadas las primeras fechas de la gira en la página oficial de U2.
Las fechas iniciales de la gira se anunciaron en marzo de 2009. U2 tocó 44 shows en ese año. La gira comenzó en Barcelona el 30 de junio y se tocó en Europa hasta el 22 de agosto de 2009. La etapa norteamericana de la gira comenzó el 12 de septiembre de 2009 en Chicago, seguida de dos noches en Toronto y terminó el 28 de octubre de 2009 en Vancouver. La banda tocó en Europa en 2010 tras el aplazamiento del segundo tramo norteamericano hasta 2011. Terminaron 2010 tocando en Australia y Nueva Zelanda en noviembre y diciembre. Hubo múltiples espectáculos en cada ciudad, lo que la convirtió en la gira de estadios más grande de Australia en la historia de la banda.
La gira inició el 29 de junio en Barcelona, en un concierto vip solo para 500 personas cuyos fondos serían destinados a diferentes iniciativas sociales con las que colabora la banda. El 30 de junio de 2009 en Barcelona comienzan los grandes conciertos de la gira, concretamente en el Estadio Camp Nou y seguirá por el resto de Europa hasta el 22 de agosto del mismo año; luego siguió la etapa norteamericana que inició el 12 de septiembre de 2009 en Chicago y siguió por Norteamérica hasta el 28 de octubre de 2009.
El 6 de agosto de 2010 U2 retomó los conciertos agendados en Europa, tras la operación de columna de Bono, lo que había obligado a cancelar varios conciertos en EE. UU. y reprogamarlos para el siguiente año. El 21 de agosto de 2010 confirmó su visita a los países de Nueva Zelanda y Australia, que fue realizada entre noviembre y diciembre. En el 2011 la banda visitó Sudáfrica en febrero, para luego seguir con la etapa latinoamericana en Chile, Argentina y Brasil, entre marzo y abril, y México en mayo, para proseguir con los conciertos postergados en Estados Unidos.
El gerente de U2, Paul McGuinness, confesó su ansiedad por la venta inicial de boletos que tuvo lugar durante la recesión de fines de la década de 2000. El baterista Larry Mullen, Jr. dijo: "¿Lo venderemos? ¿Quién sabe? ¿La situación económica tendrá un impacto? Probablemente. Pero eso no nos detendrá". Bono dijo: "Quiero un espectáculo extraordinario, pero me gustaría ser dueño de mi casa cuando termine". La gira contó con un sistema de precios escalonado para boletos; el boleto más caro tiene un precio ligeramente más alto que la última gira, pero los boletos más baratos, los boletos de admisión general, son más bajos. Tocar en lugares de mayor capacidad permitió a la banda fijar el precio de los boletos de manera más conservadora y subsidiar los boletos menos costosos con los más costosos. En los Estados Unidos, las entradas a nivel de campo tenían un precio de $ 55, y aproximadamente 10 000 entradas por espectáculo tenían un precio de $ 30. Los puntos de precio fueron de $ 30, $ 55 y, según el mercado, $ 90-95 y $ 250. McGuinness dijo: "Hemos trabajado muy duro para garantizar que los fanáticos de U2 puedan comprar un boleto de gran precio con una gran vista garantizada".
Las entradas para los espectáculos europeos salieron a la venta a mediados de marzo, con una gran demanda. Los espectáculos en Gotemburgo, Ámsterdam y Milán se agotaron razonablemente rápido, y se agregaron segundas fechas en cada ciudad; esos también se agotaron rápidamente. En los Países Bajos, la demanda hizo que todos los números de servicio pago 0900 de KPN fueran inalcanzables. Las casi 90 000 entradas para el concierto de apertura en Barcelona se vendieron en 54 minutos, estableciendo un nuevo récord para conciertos en España. La gira estableció un récord al vender 650 000 boletos en siete horas. Con respecto a la venta rápida de dos espectáculos de Croke Park en Dublín, Bono dijo: "Es abrumador, de verdad. Es muy importante para nosotros vender nuestra ciudad natal a tal velocidad, es increíble ... No tomamos nada. Por supuesto". Los fanáticos de todo el mundo viajaron a Irlanda para los espectáculos de la ciudad natal de la banda, lo que llevó a la Asociación Atlética Gaélica a cerrar su museo en Croke Park durante los eventos debido a los temores sobre la seguridad y la demanda excesiva. Los shows de Croke Park luego ganaron Top Boxscore en los Billboard Touring Awards 2009.
Los primeros boletos norteamericanos salieron a la venta a fines de marzo. A los fanáticos que compraron boletos de admisión general se les asignaron asientos más cercanos al escenario por orden de llegada. Las preventas se realizaron para los suscriptores de U2.com, y los que tenían membresía durante más tiempo tuvieron la primera oportunidad de comprar boletos. Las ventas fueron fuertes, con fechas iniciales en Chicago y fuera de Boston y Nueva York que se agotaron en cuestión de minutos una vez que comenzó la venta pública, y se agregaron segundos espectáculos en cada lugar. Debido a la mayor capacidad de la configuración de 360 grados, los espectáculos a menudo establecen récords para la mayor asistencia a conciertos en cada lugar;  el director de la gira Craig Evans afirma que la gira estableció récords de asistencia para 60 lugares diferentes. Dos de los conciertos del U2 360° Tour permanecen entre los cinco mejores conciertos individuales con mayor asistencia en los Estados Unidos, con la actuación del 25 de octubre en Pasadena, California, estableciendo el récord de 97 014 asistentes.
La alta demanda estadounidense de entradas para la gira, y la dificultad que tuvieron algunos fanáticos para conseguirlas, llamó la atención sobre la rapidez con la que las entradas aparecieron en el mercado secundario de mayor precio. Algunos boletos se estaban revendiendo en el mercado secundario a precios de hasta $ 7500. Además, las contraseñas de preventa se vendían en eBay por ofertas de hasta $ 400. Aunque se sabía que algunos artistas estaban reteniendo boletos de la venta general y entregándolos directamente en el mercado secundario, Live Nation dijo que U2 no participó en esta práctica.

### Aplazamiento de los espectáculos norteamericanos de 2010
Bono sufrió una lesión en la espalda durante la preparación para la tercera etapa de la gira en América del Norte, cuyo daño incluyó ciática, una rotura de ligamentos, una hernia de disco y parálisis parcial de la parte inferior de la pierna y resultó en la necesidad de una cirugía de columna vertebral de emergencia. en el Hospital Ludwig Maximilians-University en Múnich. Después de la cirugía, Live Nation anunció que el concierto de apertura en Salt Lake City, que estaba programado para el 3 de junio de 2010, se pospondría para una fecha posterior, y otras fechas también podrían verse afectadas. Sus doctores, que incluían al médico deportivo Hans-Wilhelm Müller-Wohlfahrt, dijeron que Bono tenía un buen pronóstico, pero que necesitaría ocho semanas de rehabilitación física, y McGuinness y Live Nation anunciaron que toda la parte norteamericana estaba pospuesta y se reprogramaría en 2011. McGuinness declaró: "Nuestra gira más grande y creo que mejor ha sido interrumpida y todos estamos devastados. Para un artista que vive en el escenario, esto es más que un golpe. Él [Bono] se siente privado de la oportunidad de hacer lo que lo hace mejor y siente que ha decepcionado mal a la banda y a su audiencia ".
El 13 de julio de 2010, se anunciaron las fechas reprogramadas para el concierto de 2011, comenzando el 11 de mayo en la Ciudad de México, México, y terminando el 30 de julio en Moncton, Canadá. Bono se disculpó por las molestias a los fanáticos por sus planes de viaje afectados, pero señaló que le había dado a la banda la oportunidad de grabar material nuevo en el estudio que U2 estaba considerando tocar en vivo.

## Setlists de conciertos y temas de espectáculos

### Main set
Cada concierto del U2 360 ° Tour contenía entre 22 y 26 canciones. Dos canciones reproducidas por el sistema de megafonía precedieron a la llegada de la banda al escenario: "Space Oddity" de David Bowie y un outtake de las sesiones de No Line on the Horizon llamado "Soon" (anteriormente titulado "Kingdom of Your Love"). Las primeras cinco pistas fueron idénticas cada noche en la primera parte; "Breathe" se abrió y fue seguido por "No Line on the Horizon", "Get on Your Boots", "Magnificent" y "Beautiful Day". Las siguientes pistas presentaron la mayor variación de la lista de canciones. "I Still Haven't Found What I'm Looking For" se tocó con frecuencia, mientras que los primeros conciertos incluyeron una selección de "Angel of Harlem", "In a Little While", "Desire" y "Party Girl". Los conciertos posteriores incluyeron "Mysterious Ways", "Until the End of the World", "New Year's Day", y "Stuck in a Moment You Can't Get Out Of". "Stay (Faraway, So Close!)", "Elevation", y "Electrical Storm" se tocaron en raras ocasiones, y "One", que generalmente cerraba el set principal, a veces se realizaba a mitad del concierto. El resto de la lista de canciones tenía poca variación. "Unknown Caller" se tocaba la mayoría de las noches, seguido de "The Unforgettable Fire", "City of Blinding Lights" y "Vertigo". El arreglo de remezclas de "I'll Go Crazy If I Don ' t Go Crazy Tonight "se realizó a continuación, con Larry Mullen, Jr. caminando por el escenario exterior tocando un djembe, seguido de "Sunday Bloody Sunday", que presenta escenas de las protestas electorales iraníes de 2009 en la pantalla de video. "Pride (In the Name of Love)", "MLK", "Walk On", "Where the Streets Have No Name" y "One" típicamente completaban el set principal, aunque la banda ocasionalmente cerraba con "Bad" o "Mysterious Ways". "One" usualmente fue precedido por un video del Arzobispo Desmond Tutu hablando sobre la ayuda a África y la campaña ONE, aunque el video era jugado antes de "Donde las calles no tienen nombre" en ocasiones.
La segunda etapa de la gira presentó más variación en la primera parte de la lista de canciones. "Breathe" abrió la mayoría de los conciertos, aunque su lugar fue ocupado ocasionalmente por "Magnificent". "No Line on the Horizon" siguió a "Breathe" en las primeras listas de canciones, pero luego se retiró para que siguiera a "Beautiful Day". "Mysterious Ways" y "Elevation" se realizaron con mayor frecuencia, al igual que "I Still Haven't Found What I'm Looking For". "Your Blue Room", una canción de Original Soundtracks 1, hizo su debut en vivo en la gira (con voces invitadas grabadas por Sinéad O'Connor), mientras que "Pride (In the Name of Love)" se dejó caer. "Unknown Caller" se abandonó por un período de varias semanas antes de ser revivido hacia el final de la etapa, y "In a Little While" también regresó a la lista de canciones.
La tercera etapa de la gira presentó el debut de seis canciones inéditas: "North Star", "Glastonbury", el instrumental "Return of the Stingray Guitar", "Every Breaking Wave", "Mercy" y "Boy Falls from the Sky", una canción escrita por Bono y The Edge para el musical Spider-Man: Turn Off the Dark. "Every Breaking Wave" se lanzó más tarde en el siguiente álbum de estudio de U2, Songs of Innocence (2014), y "Return of the Stingray Guitar" se convirtió en la pista de acompañamiento de la canción "Lucifer's Hands", que se lanzó en las ediciones de lujo del mismo álbum. "Breathe", "Stuck in a Moment You Can't Get Out Of", y "Unknown Caller" fueron retirados de la rotación, mientras que "Miss Sarajevo", "I Will Follow", "Mothers of the Disappeared", "Hold Me, Thrill Me, Kiss Me, Kill Me" y "Spanish Eyes" hicieron su debut en la gira. En la cuarta etapa de la gira, "Scarlet" se realizó en lugar de "MLK" y se dedicó al lanzamiento de Suu Kyi. "One Tree Hill" hizo su debut en la gira y se dedicó a los 29 mineros que murieron en el desastre de Pike River Mine; sus nombres fueron mostrados en la pantalla al final de la canción. "All I Want Is You" y "Love Rescue Me" también se incluyeron en el set durante la cuarta etapa.
Durante el sexto tramo de la gira en América del Sur, el remix "Fish Out of Water" de "Even Better Than The Real Thing", más tarde lanzado en la reedición del vigésimo aniversario de Achtung Baby, revivió como el abridor del espectáculo. "Out Of Control" y "Zooropa" también se estrenaron, mientras que "In a Little While" se eliminó de la lista de canciones. La séptima etapa vio el debut en la gira de "The Fly". Se movió "Mysterious Ways" y "Until the End of the World" en la lista de canciones para ser la tercera y cuarta canción después de "The Fly". El último espectáculo en Moncton, Nuevo Brunswick, tuvo el coro de "The Ballad of Springhill" incluido en la lista de canciones, como un tributo a la ciudad cercana de Springhill, Nueva Escocia, que sufrió un gran desastre minero en 1958.

### Encores
El bis era idéntico cada noche y consistía en "Ultraviolet (Light My Way)", "With or Without You" y "Moment of Surrender". "Ultraviolet" presentó una puesta en escena elaborada en la que Bono llevaba un traje con incrustados con láseres que brillaban a través del esquema de iluminación violeta, mientras cantaba, alrededor y colgando de, un micrófono iluminado en forma de volante que cayó desde arriba. Después de la salida de la banda del escenario, se tocó "Rocket Man" de Elton John. Comenzando en la segunda etapa de la gira, "One" abrió el primer bis y fue seguido por "Where the Streets Have No Name", con "Amazing Grace" que a menudo se unía entre ellos. El segundo bis permaneció sin cambios hasta el tercer tramo, cuando se estrenó "Hold Me, Thrill Me, Kiss Me, Kill Me"; U2 lo giró con "Ultraviolet (Light My Way)" para abrir el bis. En el show del 2 de julio de 2011 en Nashville, Bono invitó a un fanático con discapacidad visual en el escenario a tocar "All I Want Is You" en la guitarra para su esposa después del cierre normal "Moment of Surrender". Después de la canción, Bono le dio al fan su guitarra Gretsch Irish Falcon. En el próximo show el 5 de julio de 2011 en Chicago, la banda interpretó "One Tree Hill" para finalizar el show en honor al neozelandés Greg Carroll, un empleado de la banda cuyo 25 aniversario de la muerte fue dos días antes. El primer sencillo de la banda, "Out of Control", "Bad" y "40" cada uno cerró un solo show, cada uno de ellos tocó después del habitual "Moment of Surrender".

### Diversidad de material realizado
"The Unforgettable Fire" y "Love Rescue Me" se tocaron en un concierto de U2 por primera vez desde la gira de Lovetown en 1990. "Ultraviolet (Light My Way)" y "Zooropa" no habían sido interpretados por la banda desde el Zoo TV Tour en 1993, mientras que "Electrical Storm", un sencillo de 2002 de The Best of 1990–2000, se tocó por primera vez en la historia. "Hold Me, Thrill Me, Kiss Me, Kill Me" se tocó por primera vez desde el final del PopMart Tour en 1998. "Scarlet", del álbum del grupo October de 1981, se tocó por primera vez en un concierto, y por primera vez desde 1981. Aunque el conjunto de la banda se hizo más diverso a medida que la gira continuó, la banda tocó menos canciones de No Line on the Horizon, lo que Mullen sintió que era "una pequeña derrota".

### Ejemplo de setlist
Los siguientes setlists se realizaron en el concierto del 15 de agosto de 2009 celebrado en el estadio de Wembley en Londres, el concierto del 2 de octubre de 2010 celebrado en el Estádio Cidade de Coímbra en Coímbra y el concierto del 20 de julio de 2011 celebrado en el estadio New Meadowlands en Nueva Jersey. Estos no representan todos los espectáculos a lo largo de la gira.

#### 2009
1. "Breathe"
2. "No Line on the Horizon"
3. "Get On Your Boots"
4. "Magnificent"
5. "Beautiful Day"
6. "Until the End of the World"
7. "New Year's Day"
8. "I Still Haven't Found What I'm Looking For"
9. "Stay (Faraway, So Close!)"
10. "Unknown Caller"
11. "The Unforgettable Fire"
12. "City of Blinding Lights"
13. "Vertigo"
14. "I'll Go Crazy If I Don't Go Crazy Tonight" (Remix version)
15. "Sunday Bloody Sunday"
16. "Pride (In the Name of Love)"
17. "MLK"
18. "Walk On"
19. "Where the Streets Have No Name"
20. "One"
21. "Bad"

Encore
1. "Ultraviolet (Light My Way)"
2. "With or Without You"
3. "Moment of Surrender"

#### 2010
1. "Return of the Stingray Guitar"
2. "Beautiful Day"
3. "I Will Follow"
4. "Get On Your Boots"
5. "Magnificent"
6. "Mysterious Ways"
7. "Elevation"
8. "Until the End of the World"
9. "I Still Haven't Found What I'm Looking For"
10. "North Star"
11. "Mercy"
12. "In a Little While"
13. "Miss Sarajevo"
14. "City of Blinding Lights"
15. "Vertigo"
16. "I'll Go Crazy If I Don't Go Crazy Tonight" (Remix version)
17. "Sunday Bloody Sunday"
18. "MLK"
19. "Walk On"

Encore 1
1. "One"
2. "Where the Streets Have No Name"

Encore 2
1. "Hold Me, Thrill Me, Kiss Me, Kill Me"
2. "With or Without You"
3. "Moment of Surrender"

#### 2011
1. "Even Better Than the Real Thing"
2. "The Fly"
3. "Mysterious Ways"
4. "Until the End of the World"
5. "I Will Follow"
6. "Get On Your Boots"
7. "Magnificent"
8. "I Still Haven't Found What I'm Looking For"
9. "Stay (Faraway, So Close!)"
10. "Beautiful Day"
11. "Elevation"
12. "Pride (In the Name of Love)"
13. "Miss Sarajevo"
14. "Zooropa"
15. "City of Blinding Lights"
16. "Vertigo"
17. "I'll Go Crazy If I Don't Go Crazy Tonight" (Remix version)
18. "Sunday Bloody Sunday"
19. "Scarlet"
20. "Walk On"

Encore 1
1. "One"
2. "Where the Streets Have No Name"

Encore 2
1. "Hold Me, Thrill Me, Kiss Me, Kill Me"
2. "With or Without You"
3. "Moment of Surrender"
4. "Out of Control"

### Ensayos
Antes de que comenzara el U2 360° Tour, "If God Will Send His Angels", "Sometimes You Can't Make It on Your Own", y "Drowning Man" (una canción de War que no se había reproducido anteriormente), se ensayaron, como era "Even Better Than the Real Thing" en el estilo de mezcla Perfecto, mientras que The Edge declaró en una entrevista con Rolling Stone que" Luminous Times (Hold on to Love) "también se estaba considerando. Ninguno de estos se jugó durante las primeras cuatro etapas de la gira. Willie Williams declaró en su entrada en el diario de la gira del 27 de junio de 2009 en U2.com que la banda "realmente quiere que [Drowning Man] funcione y suena genial", pero el resto del setlist luchó debido a la "hermosa melancolía" de la canción. En su entrada del 24 de julio de 2009, Williams señaló que "October" y "White as Snow" también estaban siendo considerados. "Sunday Bloody Sunday" y "Mysterious Ways" fueron ensayados en un estilo acústico, pero las actuaciones durante la gira fueron realizadas por toda la banda. Antes del tercer tramo, también se ensayó "Tryin' To Throw Your Arms Around the World".

### Temas
Bono declaró que la lista de canciones se dividió en dos actos y una coda. La primera mitad, desde "Breathe" hasta "Vértigo", se centró en lo personal, donde Bono "se imagina a sí mismo como un hombre joven, luchando por encontrar sus pies en la vida y en busca de algún tipo de epifanía personal". La versión remix de "I'll Go Crazy If I Don't Go Crazy Tonight" fue creada por el equipo de música Fish out of Water como una mezcla de remixes anteriores de Redanka y Dirty South. El remix de "I'll Go Crazy" está destinado a desorientar a la audiencia a medida que la banda pasa al segundo acto, "Sunday Bloody Sunday" al bis, que se centra más en el aspecto político de la personalidad de Bono, donde él "[lucha] con los problemas del mundo en general ". La coda, mostrada en el bis, muestra U2" en su forma más cruda y vulnerable, despojado hasta el hueso metafórico ".

## Enlace con la Estación Espacial Internacional
Durante algunos conciertos en la etapa europea de la gira, se transmitió un enlace de vídeo con la tripulación de la Estación Espacial Internacional. Este segmento fue registrado por los astronautas el 26 de junio de 2009. En una entrevista con BBC Radio, Bono declaró que se había grabado un segundo video donde los astronautas a bordo de la Estación Espacial Internacional cantaban "Your Blue Room". Un comunicado de prensa de la NASA reveló que el miembro de la tripulación Frank De Winne había grabado el verso final de la canción el 18 de agosto de 2009. Las imágenes de la estación y del espacio proporcionado a la banda por la NASA se presentaron en un montaje de video durante la pieza, grabada para la etapa norteamericana de la gira. Una pieza de video diferente con DeWinne debutó en el concierto de Las Vegas durante "In a Little While", donde Frank repite el puente al final de la canción.
Durante la segunda etapa norteamericana, se usó una grabación del astronauta Mark Kelly durante el viaje del transbordador espacial Endeavour a la Estación Espacial Internacional para presentar la canción "Beautiful Day". Usando letras de "Space Oddity" de David Bowie, la dedicó a su esposa, la congresista estadounidense Gabrielle Giffords. El representante, herido en el tiroteo de Tucson en 2011 y aún en recuperación en el momento de la grabación, había seleccionado previamente "Beautiful Day" como una llamada de atención para Kelly durante una misión de transporte anterior.

## Difusión y lanzamientos de conciertos

### U2360° en el Rose Bowl
El concierto del 25 de octubre de 2009 del Rose Bowl en Pasadena, California, el penúltimo espectáculo del año de U2, se transmitió simultáneamente en vivo en YouTube y se filmó para un lanzamiento de video futuro. Dirigida por Tom Krueger, la filmación usó 27 cámaras de alta definición y marcó la primera vez desde 1983 U2 Live at Red Rocks: Under a Blood Red Sky que la banda filmó intencionalmente durante una sola noche, en contraste con la grabación de múltiples espectáculos. Fue la primera vez que se transmitió en vivo un concierto en YouTube, y se informó que casi 10 millones de personas de 188 países lo vieron. Inicialmente, el feed se restringió a 16 países, pero luego se puso a disposición en todo el mundo. La asistencia al espectáculo llegó a 97 014 personas, rompiendo el récord de los Estados Unidos de asistencia a un solo concierto para un acto principal, una marca que U2 tenía anteriormente. En junio de 2010, el programa fue lanzado en video casero como U2360° en el Rose Bowl en DVD y Blu-ray, recibiendo críticas positivas de los críticos.

### U22
El 24 de octubre de 2011, se anunció que U2 lanzaría un conjunto de CD doble titulado U22, que contiene 22 canciones grabadas durante la gira. Los miembros de U2.com pudieron votar qué canciones aparecerían en el lanzamiento hasta diciembre de 2011. U22 está disponible solo para miembros de U2.com. También se puso a disposición de los suscriptores una pista adicional, "Unknown Caller".

### From the Ground Up
El 30 de septiembre de 2012, U2.com anunció que su paquete de suscriptores 2012/2013 contendría un "lujoso libro de fotos de tapa dura de gran formato de 260 páginas" llamado From the Ground Up con fotografías de la gira, 4 litografías de cada miembro de la banda, marcadores y un álbum llamado Edge's Pick que contendrá 15 pistas de la gira seleccionada por The Edge que no estaban en U22. También se pusieron a disposición de los suscriptores cinco pistas adicionales, "No Line on the Horizon", "Spanish Eyes", "Desire", "Pride" y "Angel of Harlem".

## Recepción

### Respuesta crítica
La recepción hacia el U2 360° Tour fue generalmente positiva. The New York Times describió el escenario como "en parte insecto, en parte nave espacial, en parte catedral", y señaló que el diseño significaba que la banda era más visible que en giras anteriores. También elogiaron el hecho de que los mensajes políticos pasaron a segundo plano a la música, mientras que NBC News sugirió que el uso de la pantalla de video para mostrar a Aung San Suu Kyi y Desmond Tutu recordó a los asistentes las dificultades de las personas en el mundo en desarrollo. Rolling Stone calificó la producción como un cruce entre Zoo TV y Elevation Tour y señaló que los elementos de diseño "casi desaparecen" desde la perspectiva de la banda en el escenario. El National Post de Canadá vio similitudes estructurales en el escenario con la nave alienígena en War of the Worlds, afirmando que el concierto "era como si la banda hubiera descendido para colonizar el estadio con su mensaje de esperanza intergaláctica", y que el tema espacial significaba "Cuándo puedes tocar música con alguien que esté en el espacio, la idea es que estás reduciendo nuestro rincón del universo a un tamaño reducido ". The Washington Post declaró que la pantalla visual hizo que la banda pareciera invencible, pero que la actuación fue más de una "orgía de luz y sonido" que un concierto de rock. En contraste, The Boston Globe se quejó de que el tamaño del escenario hizo que la banda luchara por conectarse con la audiencia y tocar con intimidad, ya que los cuatro miembros a menudo tocaban en una sección diferente del estadio.

### Rendimiento comercial
El U2 360° Tour fue la gira de mayor recaudación de 2009, con ganancias de más de $ 311 millones para los 44 espectáculos del año, y alrededor de 3 millones de ventas de entradas. Debido a los altos costos para operar la gira, las ganancias de U2 fueron mínimas. Las ventas de No Line on the Horizon habían sido lentas, lo que significa que el grupo tampoco estaba haciendo mucho dinero con eso. Hasta noviembre de 2010, los primeros 66 espectáculos de la gira habían recaudado $ 443 millones y vendido 4,3 millones de entradas. En los Billboard Touring Awards de 2010, U2 recibió el premio Top Tour y Top Draw del año por U2 360°.
El 11 de abril de 2011, Live Nation anunció que el U2 360° Tour se convirtió en la gira de conciertos más taquillera de la historia, con ventas de entradas por un total de más de $ 700 millones. La gira concluyó en julio de 2011 con un ingreso bruto final de $ 736 421 586 y una asistencia total de 7 272 046. Según Billboard.com, las cifras brutas finales y de asistencia para la gira fueron las más altas jamás reportadas al sitio. En los Billboard Touring Awards 2011, U2 repitió como ganadores en las categorías Top Tour y Top Draw.

## Escenario

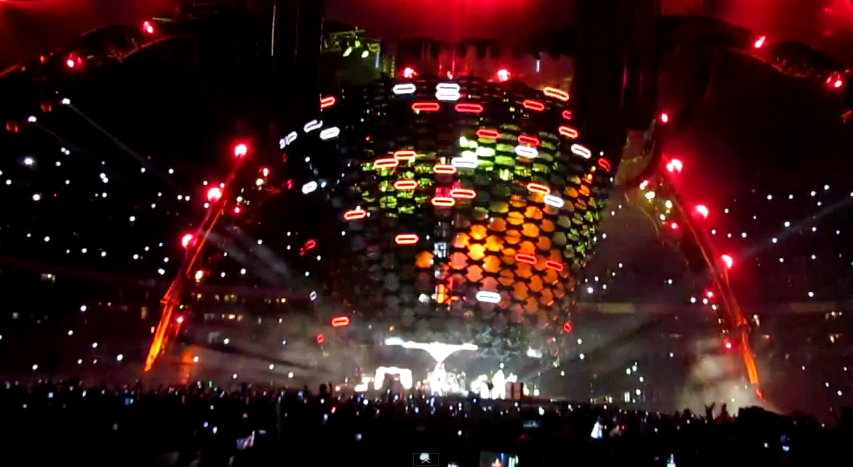
U2 360° Tour Ciudad de México

El escenario de esta gira fue una estructura establecida en el centro del campo, razón del nombre del tour, conocida como "The Claw" (La Garra).
Este fue en su momento, el escenario más grande que se ha creado, con una altura de 50 m, diseñado por el reconocido arquitecto Mark Fisher, superando así al mayor escenario hasta el momento, el del A Bigger Bang Tour de The Rolling Stones (también diseñado por Fisher), el cual medía 30 m, estas condiciones hacen que en cada ciudad en la que se toque se lo debe hacer en un estadio y que para transportar todo el contenido se precisen 120 camiones.
El escenario incluyó una pantalla led de 360°, un sistema de luces que cubría toda la estructura, dándole colores extravagantes mientras se interpretaba un tema, y un sistema de audio completo para cada sección del escenario, permitiendo una amplificación total del audio hacia el estadio, además de 72 subwoofers separados.

## Setlist recurrente
1. Breathe
2. Get on Your Boots
3. Magnificent
4. Mysterious Ways
5. Beautiful Day
6. I Still Haven't Found What I'm Looking For
7. Stuck in a Moment You Can't Get Out Of
8. No Line On The Horizon
9. Elevation
10. In a Little While
11. Unknown Caller
12. Until the End of the World
13. The Unforgettable Fire
14. City of Blinding Lights
15. Vertigo
16. I'll Go Crazy If I Don't Go Crazy Tonight
17. Sunday Bloody Sunday
18. MLK
19. Walk On
20. One
21. Where the Streets Have No Name
22. Ultraviolet (Light My Way)
23. With or Without You
24. Moment of Surrender

### Canciones más tocadas
- I'll Go Crazy If I Don't Go Crazy Tonight (111 veces)
- Beautiful Day (110 veces)
- City of Blinding Lights (110 veces)
- Get on Your Boots (110 veces)
- One (110 veces)
- Vertigo (110 veces)
- Walk On (110 veces)
- Where the Streets Have No Name (110 veces)
- With or Without You (109 veces)
- Moment Of Surrender (108 veces)
- Sunday Bloody Sunday (108 veces)
- I Still Haven't Found What I'm Looking For (96 veces)
- Magnificent (96 veces)
- Elevation (94 veces)
- Mysterious Ways (93 veces)
- Until the End of the World (82 veces)
- Miss Sarajevo (66 veces)
- Pride (In the Name of Love) (65 veces)
- Ultraviolet (Light My Way) (64 veces)
- MLK (63 veces)

### Lista de temas
| Álbum                                                 | Canción                                    | Veces |
| ----------------------------------------------------- | ------------------------------------------ | ----- |
| No Line on the Horizon                                | I'll Go Crazy If I Don't Go Crazy Tonight  | 111   |
| No Line on the Horizon                                | Get On Your Boots                          | 110   |
| All That You Can't Leave Behind                       | Beautiful Day                              | 110   |
| How to Dismantle an Atomic Bomb                       | City of Blinding Lights                    | 110   |
| How to Dismantle an Atomic Bomb                       | Vertigo                                    | 110   |
| All That You Can't Leave Behind                       | Walk On                                    | 110   |
| Achtung Baby                                          | One                                        | 110   |
| The Joshua Tree                                       | Where the Streets Have No Name             | 110   |
| The Joshua Tree                                       | With or Without You                        | 109   |
| No Line on the Horizon                                | Moment of Surrender                        | 108   |
| War                                                   | Sunday Bloody Sunday                       | 108   |
| No Line on the Horizon                                | Magnificent                                | 96    |
| The Joshua Tree                                       | I Still Haven't Found What I'm Looking For | 96    |
| All That You Can't Leave Behind                       | Elevation                                  | 94    |
| Achtung Baby                                          | Mysterious Ways                            | 93    |
| Achtung Baby                                          | Until the End of the World                 | 82    |
| Passengers: Original Soundtracks 1                    | Miss Sarajevo                              | 66    |
| The Unforgettable Fire                                | Pride (In the Name of Love)                | 65    |
| Achtung Baby                                          | Ultraviolet (Light My Way)                 | 64    |
| The Unforgettable Fire                                | MLK                                        | 63    |
| All That You Can't Leave Behind                       | In a Little While                          | 50    |
| The Unforgettable Fire                                | The Unforgettable Fire                     | 46    |
| The Best of 1990-2000                                 | Hold Me, Thrill Me, Kiss Me, Kill Me       | 46    |
| No Line on the Horizon                                | No Line on the Horizon                     | 44    |
| No Line on the Horizon                                | Breathe                                    | 43    |
| Boy                                                   | I Will Follow                              | 42    |
| October                                               | Scarlet                                    | 42    |
| All That You Can't Leave Behind                       | Stuck In a Moment You Can't Get Out Of     | 36    |
| No Line on the Horizon                                | Unknown Caller                             | 34    |
| /                                                     | Return of The Stingray Guitar              | 33    |
| Achtung Baby                                          | Even Better Than The Real Thing            | 31    |
| War                                                   | New Year's Day                             | 29    |
| Zooropa                                               | Stay (Faraway, So Close!)                  | 29    |
| Zooropa                                               | Zooropa                                    | 27    |
| /                                                     | North Star                                 | 15    |
| Cover                                                 | Happy Birthday                             | 14    |
| Achtung Baby                                          | The Fly                                    | 14    |
| The Unforgettable Fire                                | Bad                                        | 13    |
| Rattle and Hum                                        | All I Want Is You                          | 12    |
| /                                                     | Mercy                                      | 10    |
| Rattle and Hum                                        | Desire                                     | 10    |
| Rattle and Hum                                        | Angel of Harlem                            | 8     |
| Passengers: Original Soundtracks 1                    | Your Blue Room                             | 7     |
| /                                                     | Glastonbury                                | 7     |
| Boy                                                   | Out of Control                             | 6     |
| The Joshua Tree                                       | One Tree Hill                              | 4     |
| Rattle and Hum                                        | Love Rescue Me                             | 4     |
| The Best of 1990-2000                                 | Electrical Storm                           | 3     |
| /                                                     | Every Breaking Wave                        | 3     |
| The Jossua Tree                                       | Mothers Of The Disappeared                 | 3     |
| Cover (Ben E. King)                                   | Stand by Me                                | 3     |
| A Celebration                                         | Party Girl                                 | 2     |
| War                                                   | 40                                         | 1     |
| Zooropa                                               | The Wanderer                               | 1     |
| Cover (Bruce Springsteen)                             | She's The One                              | 1     |
| Cover (Bob Dylan)                                     | Knockin' On Heaven's Door                  | 1     |
| Cover (Dominic Behan)                                 | The Auld Triangle                          | 1     |
| Cover (Ömer Zülfü Livaneli)                           | Yiğidim Aslanım Burda Yatıyor              | 1     |
| I Still Haven't Found What I'm Looking For (sencillo) | Spanish Eyes                               | 1     |
| /                                                     | Boy Falls From the Sky                     | 1     |
| Cover (León Gieco)                                    | Solo le pido a Dios                        | 1     |
| Cover (Kraftwerk)                                     | Das Modell                                 | 1     |

## Etapas de la gira

### Primera Etapa. Europa
La primera etapa de la gira se desarrolló en Europa.
| Fecha                | País         | Ciudad        | Lugar                           | Teloneros                        | Espectadores       |
| 30 de junio de 2009  | España       | Barcelona     | Camp Nou                        | Snow Patrol                      |                    |
| 2 de julio de 2009   | España       | Barcelona     | Camp Nou                        | Snow Patrol                      | 182.055 (en total) |
| 7 de julio de 2009   | Italia       | Milán         | Stadio San Siro                 | Snow Patrol                      |                    |
| 8 de julio de 2009   | Italia       | Milán         | Stadio San Siro                 | Snow Patrol                      | 153.806 (en total) |
| 11 de julio de 2009  | Francia      | París         | Stade de France                 | Kaiser Chiefs                    |                    |
| 12 de julio de 2009  | Francia      | París         | Stade de France                 | Kaiser Chiefs                    | 186.544 (en total) |
| 15 de julio de 2009  | Francia      | París         | Parc des Sports Charles Ehrmann | Snow Patrol                      | 55.641             |
| 18 de julio de 2009  | Alemania     | Berlín        | Estadio Olímpico                | Snow Patrol                      | 88.265             |
| 20 de julio de 2009  | Países Bajos | Ámsterdam     | Amsterdam Arena                 | Snow Patrol                      |                    |
| 21 de julio de 2009  | Países Bajos | Ámsterdam     | Amsterdam Arena                 | Snow Patrol                      | 125.866 (en total) |
| 24 de julio de 2009  | Irlanda      | Dublín        | Croke Park                      | Glasvegas, Damien Dempsey        |                    |
| 25 de julio de 2009  | Irlanda      | Dublín        | Croke Park                      | Kaiser Chiefs, Republic of Loose |                    |
| 27 de julio de 2009  | Irlanda      | Dublín        | Croke Park                      | The Script, Bell X1              | 243.198 (en total) |
| 31 de julio de 2009  | Suecia       | Gotemburgo    | Estadio Ullevi                  | Snow Patrol                      |                    |
| 1 de agosto de 2009  | Suecia       | Gotemburgo    | Estadio Ullevi                  | Snow Patrol                      | 119.297 (en total) |
| 3 de agosto de 2009  | Alemania     | Gelsenkirchen | Veltins-Arena                   | Snow Patrol                      | 73.704             |
| 6 de agosto de 2009  | Polonia      | Chorzów       | Śląski Stadium                  | Snow Patrol                      | 75.180             |
| 9 de agosto de 2009  | Croacia      | Zagreb        | Maksimir Stadium                | Snow Patrol, The Hours           |                    |
| 10 de agosto de 2009 | Croacia      | Zagreb        | Maksimir Stadium                | Snow Patrol, The Hours           | 124.102 (en total) |
| 14 de agosto de 2009 | Inglaterra   | Londres       | Estadio de Wembley              | Elbow, The Hours                 |                    |
| 15 de agosto de 2009 | Inglaterra   | Londres       | Estadio de Wembley              | Glasvegas, The Hours             | 164.244 (en total) |
| 18 de agosto de 2009 | Inglaterra   | Glasgow       | Hampden Park                    | Glasvegas, The Hours             | 50.917             |
| 22 de agosto de 2009 | Inglaterra   | Cardiff       | Millenium Stadium               | Glasvegas, The Hours             | 66.538             |

### Segunda Etapa. Norteamérica
La segunda etapa de la gira se desarrolló en Estados Unidos y Canadá.
| Fecha                    | País           | Ciudad          | Lugar                                    | Teloneros       | Espectadores       |
| 12 de septiembre de 2009 | Estados Unidos | Chicago         | Soldier Field                            | Snow Patrol     |                    |
| 13 de septiembre de 2009 | Estados Unidos | Chicago         | Soldier Field                            | Snow Patrol     | 135.872 (en total) |
| 16 de septiembre de 2009 | Canadá         | Toronto         | Rogers Centre                            | Snow Patrol     |                    |
| 17 de septiembre de 2009 | Canadá         | Toronto         | Rogers Centre                            | Snow Patrol     | 115.411 (en total) |
| 20 de septiembre de 2009 | Estados Unidos | Foxboro         | Gillette Stadium                         | Snow Patrol     |                    |
| 21 de septiembre de 2009 | Estados Unidos | Foxboro         | Gillette Stadium                         | Snow Patrol     | 138.805 (en total) |
| 23 de septiembre de 2009 | Estados Unidos | East Rutherford | Giants Stadium                           | Muse            |                    |
| 24 de septiembre de 2009 | Estados Unidos | East Rutherford | Giants Stadium                           | Muse            | 161.810 (en total) |
| 29 de septiembre de 2009 | Estados Unidos | Landover        | FedEx Field                              | Muse            | 84.754             |
| 1 de octubre de 2009     | Estados Unidos | Charlottesville | Scott Stadium                            | Muse            | 52.433             |
| 3 de octubre de 2009     | Estados Unidos | Raleigh         | Carter-Finley Stadium                    | Muse            | 55.027             |
| 6 de octubre de 2009     | Estados Unidos | Atlanta         | Georgia Dome                             | Muse            | 61.419             |
| 9 de octubre de 2009     | Estados Unidos | Tampa           | Raymond James Stadium                    | Muse            | 72.688             |
| 12 de octubre de 2009    | Estados Unidos | Arlington       | New Cowboys Stadium                      | Muse            | 70.766             |
| 14 de octubre de 2009    | Estados Unidos | Houston         | Reliant Stadium                          | Muse            | 58.328             |
| 18 de octubre de 2009    | Estados Unidos | Norman          | Gaylord Family Oklahoma Memorial Stadium | Black Eyed Peas | 50.951             |
| 20 de octubre de 2009    | Estados Unidos | Glendale        | Estadio de la Universidad de Phoenix     | Black Eyed Peas | 50.775             |
| 23 de octubre de 2009    | Estados Unidos | Las Vegas       | Sam Boyd Stadium                         | Black Eyed Peas | 42.213             |
| 25 de octubre de 2009    | Estados Unidos | Pasadena        | Estadio Rose Bowl                        | Black Eyed Peas | 97.014             |
| 28 de octubre de 2009    | Canadá         | Vancouver       | Estadio BC Place                         | Black Eyed Peas | 63.802             |

### Tercera Etapa. Europa.
La tercera etapa de la gira se desarrolló en Europa.
| Fecha                    | País      | Ciudad        | Lugar                          | Teloneros   | Espectadores       |
| 6 de agosto de 2010      | Italia    | Turín         | Estadio Olímpico de Turín      | Kasabian    | 42.441             |
| 10 de agosto de 2010     | Alemania  | Frankfurt     | Commerzbank Arena              | Kasabian    | 53.825             |
| 12 de agosto de 2010     | Alemania  | Hannover      | AWD-Arena                      | Kasabian    | 56.494             |
| 15 de agosto de 2010     | Dinamarca | Horsens       | CASA Arena Horsens             | Snow Patrol |                    |
| 16 de agosto de 2010     | Dinamarca | Horsens       | CASA Arena Horsens             | Snow Patrol | 69.886 (en total)  |
| 20 de agosto de 2010     | Finlandia | Helsinki      | Estadio Olímpico de Helsinki   | Razorlight  |                    |
| 21 de agosto de 2010     | Finlandia | Helsinki      | Estadio Olímpico de Helsinki   | Razorlight  | 106.360 (en total) |
| 25 de agosto de 2010     | Rusia     | Moscú         | Estadio Olímpico Luzhniki      | Snow Patrol | 60.496             |
| 28 de agosto de 2010     | Polonia   | Katowice      | Spodek                         | OneRepublic | 70.496             |
| 29 de agosto de 2010     | Hungría   | Budapest      | Estadio Ferenc Puskás          | Snow Patrol | 48.352             |
| 30 de agosto de 2010     | Austria   | Viena         | Estadio Ernst Happel           | OneRepublic | 69.253             |
| 3 de septiembre de 2010  | Grecia    | Atenas        | Estadio Olímpico de Atenas     | Snow Patrol | 82.622             |
| 6 de septiembre de 2010  | Turquía   | Estambul      | Estadio Olímpico Atatürk       | Snow Patrol | 54.278             |
| 11 de septiembre de 2010 | Suiza     | Zúrich        | Letzigrund                     | OneRepublic |                    |
| 12 de septiembre de 2010 | Suiza     | Zúrich        | Letzigrund                     | OneRepublic | 90.349 (en total)  |
| 15 de septiembre de 2010 | Alemania  | Múnich        | Estadio Olímpico de Múnich     | OneRepublic | 76.150             |
| 18 de septiembre de 2010 | Francia   | París         | Stade de France                | Interpol    | 96.540             |
| 22 de septiembre de 2010 | Bélgica   | Bruselas      | Estadio Rey Balduino           | Interpol    |                    |
| 23 de septiembre de 2010 | Bélgica   | Bruselas      | Estadio Rey Balduino           | Interpol    | 144.338 (en total) |
| 26 de septiembre de 2010 | España    | San Sebastián | Estadio Municipal de Anoeta    | Interpol    | 47.721             |
| 30 de septiembre de 2010 | España    | Sevilla       | Estadio Olímpico de La Cartuja | Interpol    | 76.159             |
| 2 de octubre de 2010     | Portugal  | Coímbra       | Estadio Ciudad de Coimbra      | Interpol    |                    |
| 3 de octubre de 2010     | Portugal  | Coímbra       | Estadio Ciudad de Coimbra      | Interpol    | 109.985 (en total) |
| 8 de octubre de 2010     | Italia    | Roma          | Estadio Olímpico de Roma       | Interpol    | 75.847             |

### Cuarta Etapa. Oceanía.
La cuarta etapa de la gira se desarrolló en Oceanía.
| Fecha                   | País          | Ciudad    | Lugar               | Teloneros | Espectadores       |
| 25 de noviembre de 2010 | Nueva Zelanda | Auckland  | Mount Smart Stadium | Jay-Z     |                    |
| 26 de noviembre de 2010 | Nueva Zelanda | Auckland  | Mount Smart Stadium | Jay-Z     | 93.519 (en total)  |
| 1 de diciembre de 2010  | Australia     | Melbourne | Etihad Stadium      | Jay-Z     |                    |
| 3 de diciembre de 2010  | Australia     | Melbourne | Etihad Stadium      | Jay-Z     | 105.312 (en total) |
| 8 de diciembre de 2010  | Australia     | Brisbane  | Suncorp Stadium     | Jay-Z     |                    |
| 9 de diciembre de 2010  | Australia     | Brisbane  | Suncorp Stadium     | Jay-Z     | 85.745 (en total)  |
| 13 de diciembre de 2010 | Australia     | Sídney    | ANZ Stadium         | Jay-Z     |                    |
| 14 de diciembre de 2010 | Australia     | Sídney    | ANZ Stadium         | Jay-Z     | 107.155 (en total) |
| 18 de diciembre de 2010 | Australia     | Perth     | Subiaco Oval        | Jay-Z     |                    |
| 19 de diciembre de 2010 | Australia     | Perth     | Subiaco Oval        | Jay-Z     | 108.706 (en total) |

### Quinta Etapa. Sudáfrica.
La quinta etapa de la gira se desarrolló en Sudáfrica.
| Fecha                 | País      | Ciudad          | Lugar               | Teloneros            | Espectadores |
| 13 de febrero de 2011 | Sudáfrica | Johannesburgo   | FNB Stadium         | Springbok Nude Girls | 94.232       |
| 18 de febrero de 2011 | Sudáfrica | Ciudad del Cabo | Estadio Green Point | Amadou & Mariam      | 72.532       |

### Sexta Etapa. Sudamérica.
La sexta etapa de la gira se desarrolló en Sudamérica.
| Fecha               | País      | Ciudad            | Lugar                      | Teloneros | Espectadores       |
| 25 de marzo de 2011 | Chile     | Santiago de Chile | Estadio Nacional           | Muse      | 82,596             |
| 30 de marzo de 2011 | Argentina | La Plata          | Estadio Ciudad de La Plata | Muse      |                    |
| 2 de abril de 2011  | Argentina | La Plata          | Estadio Ciudad de La Plata | Muse      |                    |
| 3 de abril de 2011  | Argentina | La Plata          | Estadio Ciudad de La Plata | Muse      | 172.029 (en total) |
| 9 de abril de 2011  | Brasil    | São Paulo         | Estadio Morumbi            | Muse      |                    |
| 10 de abril de 2011 | Brasil    | São Paulo         | Estadio Morumbi            | Muse      |                    |
| 13 de abril de 2011 | Brasil    | São Paulo         | Estadio Morumbi            | Muse      | 269,491 (en total) |

### Séptima Etapa. Norteamérica.
La séptima etapa de la gira se desarrolló en Norteamérica.
| Fecha               | País           | Ciudad           | Lugar                      | Teloneros                | Espectadores       |
| 11 de mayo de 2011  | México         | Ciudad de México | Estadio Azteca             | Snow Patrol              |                    |
| 14 de mayo de 2011  | México         | Ciudad de México | Estadio Azteca             | Snow Patrol              |                    |
| 15 de mayo de 2011  | México         | Ciudad de México | Estadio Azteca             | Snow Patrol              | 282,978 (en total) |
| 21 de mayo de 2011  | Estados Unidos | Denver           | Invesco Field              | The Fray                 | 77.918             |
| 24 de mayo de 2011  | Estados Unidos | Salt Lake City   | Rice-Eccles Stadium        | The Fray                 | 47.710             |
| 29 de mayo de 2011  | Canadá         | Winnipeg         | Canad Inns Stadium         | The Fray                 | 47.190             |
| 1 de junio de 2011  | Canadá         | Edmonton         | Estadio de la Mancomunidad | The Fray                 | 66.835             |
| 4 de junio de 2011  | Estados Unidos | Seattle          | Qwest Field                | Lenny Kravitz            | 69.439             |
| 7 de junio de 2011  | Estados Unidos | Oakland          | Oakland Coliseum           | Lenny Kravitz            | 64.829             |
| 17 de junio de 2011 | Estados Unidos | Anaheim          | Angel Stadium              | Lenny Kravitz            |                    |
| 18 de junio de 2011 | Estados Unidos | Anaheim          | Angel Stadium              | Lenny Kravitz            | 105.955 (en total) |
| 22 de junio de 2011 | Estados Unidos | Baltimore        | M&T Bank Stadium           | Florence and the Machine | 74.557             |
| 24 de junio de 2011 | Inglaterra     | Pilton           | Glastonbury Festival       | Florence and the Machine | -                  |
| 26 de junio de 2011 | Estados Unidos | East Lansing     | Spartan Stadium            | Florence and the Machine | 63.824             |
| 29 de junio de 2011 | Estados Unidos | Miami            | Sun Life Stadium           | Florence and the Machine | 72.569             |
| 2 de julio de 2011  | Estados Unidos | Nashville        | Vanderbilt Stadium         | Florence and the Machine | 46.857             |
| 5 de julio de 2011  | Estados Unidos | Chicago          | Soldier Field              | Interpol                 | 64.297             |
| 8 de julio de 2011  | Canadá         | Montreal         | Hippodrome de Montréal     | Interpol                 |                    |
| 9 de julio de 2011  | Canadá         | Montreal         | Hippodrome de Montréal     | Interpol                 | 162.466 (en total) |
| 11 de julio de 2011 | Canadá         | Toronto          | Rogers Centre              | Interpol                 | 58.420             |
| 14 de julio de 2011 | Estados Unidos | Filadelfia       | Lincoln Financial Field    | Interpol                 | 72.389             |
| 17 de julio de 2011 | Estados Unidos | Saint Louis      | Busch Stadium              | Interpol                 | 52.273             |
| 20 de julio de 2011 | Estados Unidos | East Rutherford  | Meadowlands Stadium        | Interpol                 | 88.491             |
| 23 de julio de 2011 | Estados Unidos | Minneapolis      | TCF Bank Stadium           | Interpol                 | 59.843             |
| 26 de julio de 2011 | Estados Unidos | Pittsburgh       | Heinz Field                | Interpol                 | 55.823             |
| 30 de julio de 2011 | Canadá         | Moncton          | Magnetic Hill Concert Site | Arcade Fire, Carny       | 66.823             |

## Datos
| Ciudad           | Lugar                         | N.º de conciertos disponibles / N.º de conciertos realizados | Entradas vendidas / Disponibles (% vendidas) | Ingresos Brutos |
| ---------------- | ----------------------------- | ------------------------------------------------------------ | -------------------------------------------- | --------------- |
| Barcelona        | Camp Nou                      | 2 / 2                                                        | 182,055 / 182,055 (100%)                     | $19,825,497     |
| Milán            | San Siro                      | 2 / 2                                                        | 153,806 / 153,806 (100%)                     | $15,168,799     |
| Paris            | Stade de France               | 2 / 2                                                        | 186,544 / 186,544 (100%)                     | $20,902,760     |
| Nice             | Stade Charles Erhmann         | 1 / 1                                                        | 55,641 / 55,641 (100%)                       | $6,261,208      |
| Berlín           | Olympic Stadium               | 1 / 1                                                        | 88,265 / 88,265 (100%)                       | $9,169,830      |
| Ámsterdam        | Amsterdam Arena               | 2 / 2                                                        | 125,866 / 125,866 (100%)                     | $12,583,998     |
| Dublín           | Croke Park                    | 3 / 3                                                        | 243,198 / 243,198 (100%)                     | $28,815,352     |
| Gothenburg       | Ullevi Stadium                | 2 / 2                                                        | 119,297 / 119,297 (100%)                     | $11,047,995     |
| Gelsenkirchen    | Veltins Arena                 | 1 / 1                                                        | 73,704 / 73,704 (100%)                       | $7,292,826      |
| Chorzow          | Stadion Slaski                | 1 / 1                                                        | 75,180 / 75,180 (100%)                       | $6,414,960      |
| Zagreb           | Stadion Maksimir              | 2 / 2                                                        | 124,102 / 124,102 (100%)                     | $12,700,784     |
| London           | Wembley Stadium               | 2 / 2                                                        | 164,244 / 164,244 (100%)                     | $20,680,860     |
| Glasgow          | Hampden Park                  | 1 / 1                                                        | 50,917 / 50,917 (100%)                       | $5,290,103      |
| Sheffield        | Don Valley Stadium            | 1 / 1                                                        | 49,955 / 49,955 (100%)                       | $5,147,896      |
| Cardiff          | Millennium Stadium            | 1 / 1                                                        | 66,538 / 66,538 (100%)                       | $7,041,576      |
| Chicago          | Soldier Field                 | 2 / 2                                                        | 135,872 / 135,872 (100%)                     | $13,860,480     |
| Toronto          | Rogers Centre                 | 2 / 2                                                        | 115,411 / 115,411 (100%)                     | $9,571,672      |
| Foxborough       | Gillette Stadium              | 2 / 2                                                        | 138,805 / 138,805 (100%)                     | $12,859,778     |
| East Rutherford  | Giants Stadium                | 2 / 2                                                        | 161,810 / 161,810 (100%)                     | $16,128,950     |
| Landover         | FedEx Field                   | 1 / 1                                                        | 84,754 / 84,754 (100%)                       | $6,718,315      |
| Charlottesville  | Scott Stadium                 | 1 / 1                                                        | 52,433 / 52,433 (100%)                       | $4,738,695      |
| Raleigh          | Carter-Finley Stadium         | 1 / 1                                                        | 55,027 / 55,027 (100%)                       | $4,962,240      |
| Atlanta          | Georgia Dome                  | 1 / 1                                                        | 61,419 / 61,419 (100%)                       | $5,746,430      |
| Tampa            | Raymond James Stadium         | 1 / 1                                                        | 72,688 / 72,688 (100%)                       | $6,399,375      |
| Arlington        | Cowboys Stadium               | 1 / 1                                                        | 70,766 / 70,766 (100%)                       | $6,664,880      |
| Houston          | Reliant Stadium               | 1 / 1                                                        | 58,328 / 58,328 (100%)                       | $5,985,101      |
| Norman           | Oklahoma Memorial Stadium     | 1 / 1                                                        | 50,951 / 50,951(100%)                        | $4,395,085      |
| Glendale         | University of Phoenix Stadium | 1 / 1                                                        | 50,775 / 50,775 (100%)                       | $4,912,050      |
| Las Vegas        | Sam Boyd Stadium              | 1 / 1                                                        | 42,213 / 42,213(100%)                        | $4,641,280      |
| Pasadena         | Rose Bowl                     | 1 / 1                                                        | 97,014 / 97,014 (100%)                       | $9,960,036      |
| Vancouver        | BC Place Stadium              | 1 / 1                                                        | 63,802 / 63,802 (100%)                       | $5,748,919      |
| Torino           | Stadio Olimpico               | 1 / 1                                                        | 42,441 / 42,441 (100%)                       | $3,944,452      |
| Frankfurt        | Commerzbank-Arena             | 1 / 1                                                        | 53,825 / 53,825 (100%)                       | $5,544,868      |
| Hannover         | AWD Arena                     | 1 / 1                                                        | 56,494 / 56,494 (100%)                       | $4,967,381      |
| Horsens          | CASA Arena Horsens            | 2 / 2                                                        | 69,886 / 69,886 (100%)                       | $7,809,611      |
| Helsinki         | Olympiastadion                | 2 / 2                                                        | 106,360 / 106,360 (100%)                     | $10,642,517     |
| Moscow           | Luzhniki Stadium              | 1 / 1                                                        | 60,496 / 60,496 (100%)                       | $7,986,534      |
| Vienna           | Ernst-Happel Stadion          | 1 / 1                                                        | 69,253 / 69,253 (100%)                       | $6,866,065      |
| Athens           | Athens Olympic Stadium        | 1 / 1                                                        | 82,622 / 82,622 (100%)                       | $7,321,356      |
| Estambul         | Atatürk Olympic Stadium       | 1 / 1                                                        | 54,278 / 54,278 (100%)                       | $3,775,662      |
| Zúrich           | Letzigrund Stadion            | 2 / 2                                                        | 90,349 / 90,349 (100%)                       | $9,152,209      |
| Múnich           | Olympiastadion                | 1 / 1                                                        | 76,150 / 76,150 (100%)                       | $7,624,367      |
| París            | Stade de France               | 1 / 1                                                        | 96,540 / 96,540 (100%)                       | $10,175,248     |
| Brussels         | King Baudouin Stadium         | 2 / 2                                                        | 144,338 / 144,338 (100%)                     | $15,074,746     |
| San Sebastián    | Estadio Anoeta                | 1 / 1                                                        | 47,721 / 47,721 (100%)                       | $4,956,464      |
| Seville          | Estadio Olímpico de Sevilla   | 1 / 1                                                        | 76,159 / 76,159 (100%)                       | $7,519,534      |
| Coímbra          | Estadio Cidade de Coimbra     | 2 / 2                                                        | 109,985 / 109,985 (100%)                     | $9,925,611      |
| Rome             | Stadio Olimpico               | 1 / 1                                                        | 75,847 / 75,847 (100%)                       | $8,215,742      |
| Auckland         | Mt Smart Stadium              | 2 / 2                                                        | 93,519 / 93,519 (100%)                       | $8,819,418      |
| Melbourne        | Etihad Stadium                | 2 / 2                                                        | 105,312 / 105,312 (100%)                     | $13,460,407     |
| Brisbane         | Suncorp Stadium               | 2 / 2                                                        | 85,745 / 85,745 (100%)                       | $11,031,839     |
| Sídney           | ANZ Stadium                   | 2 / 2                                                        | 107,155 / 107,155 (100%)                     | $13,695,929     |
| Perth            | Subiaco Oval                  | 2 / 2                                                        | 108,706 / 108,706 (100%)                     | $13,910,989     |
| Johannesburg     | FNB Stadium                   | 1 / 1                                                        | 94,232 / 94,232 (100%)                       | $9,433,051      |
| Cape Town        | Cape Town Stadium             | 1 / 1                                                        | 72,532 / 72,532 (100%)                       | $6,107,754      |
| Santiago         | Estadio Nacional de Chile     | 1 / 1                                                        | 82,596 / 82,596 (100%)                       | $7,550,446      |
| La Plata         | Estadio Ciudad de La Plata    | 3 / 3                                                        | 172,029 / 172,029 (100%)                     | $20,550,302     |
| São Paulo        | Estadio do Morumbi            | 3 / 3                                                        | 269,491 / 269,491 (100%)                     | $32,754,065     |
| Ciudad de México | Estadio Azteca                | 3 / 3                                                        | 282,978 / 282,978 (100%)                     | $22,866,542     |
| Denver           | INVESCO Field                 | 1 / 1                                                        | 77,918 / 77,918 (100%)                       | $6,663,410      |
| Salt Lake City   | Rice-Eccles Stadium           | 1 / 1                                                        | 47,710 / 47,710 (100%)                       | $3,029,760      |
| Winnipeg         | Canad Inns Stadium            | 1 / 1                                                        | 47,190 / 47,190 (100%)                       | $4,908,091      |
| Edmonton         | Commonwealth Stadium          | 1 / 1                                                        | 66,835 / 66,835 (100%)                       | $6,498,291      |
| Seattle          | Qwest Field                   | 1 / 1                                                        | 69,439 / 69,439 (100%)                       | $6,118,785      |
| Oakland          | O.co Coliseum                 | 1 / 1                                                        | 64,829 / 64,829 (100%)                       | $6,075,895      |
| Anaheim          | Angel Stadium                 | 2 / 2                                                        | 105,955 / 105,955 (100%)                     | $10,790,140     |
| Baltimore        | M&T Bank Stadium              | 1 / 1                                                        | 74,557 / 74,557 (100%)                       | $6,832,510      |
| East Lansing     | Spartan Stadium               | 1 / 1                                                        | 63,824 / 63,824 (100%)                       | $5,064,980      |
| Miami Gardens    | Sun Life Stadium              | 1 / 1                                                        | 72,569 / 72,569 (100%)                       | $6,799,670      |
| Nashville        | Vanderbilt Stadium            | 1 / 1                                                        | 46,857 / 46,857 (100%)                       | $4,269,125      |
| Chicago          | Soldier Field                 | 1 / 1                                                        | 64,297 / 64,297 (100%)                       | $5,786,335      |
| Montreal         | Hippodrome de Montreal        | 2 / 2                                                        | 162,466 / 162,466 (100%)                     | $17,178,724     |
| Toronto          | Rogers Centre                 | 1 / 1                                                        | 58,420 / 58,420 (100%)                       | $6,856,131      |
| Philadelphia     | Lincoln Financial Field       | 1 / 1                                                        | 72,389 / 72,389 (100%)                       | $6,536,230      |
| St. Louis        | Busch Stadium                 | 1 / 1                                                        | 52,273 / 52,273 (100%)                       | $4,423,395      |
| East Rutherford  | New Meadowlands Stadium       | 1 / 1                                                        | 88,491 / 88,491 (100%)                       | $8,927,150      |
| Minneapolis      | TCF Bank Stadium              | 1 / 1                                                        | 59,843 / 59,843 (100%)                       | $5,163,440      |
| Pittsburgh       | Heinz Field                   | 1 / 1                                                        | 55,823 / 55,823 (100%)                       | $5,050,730      |
| Moncton          | Magnetic Hill Music Festival  | 1 / 1                                                        | 66,823 / 66,823 (100%)                       | $6,127,953      |
| TOTAL            | TOTAL                         | 110 / 110                                                    | 7,268,430 / 7,268,430 (100%)                 | $736,137,344    |